# Jack Orsen
Jack Orsen ist ein Berliner Battlerapper. Orsen ist Teil der Rapgruppe M.O.R., die als Pionier des deutschsprachigen Battleraps gilt.

## Leben und Karriere
Nachdem Orsen den damals noch sehr jungen Rapper Curse kennengelernt hatte, begann er sich erstmals für die Hip-Hop-Kultur zu interessieren. Wenig später machte er über ein ansässiges Jugendhaus mit den ebenfalls noch unerfahrenen Rappern Kool Savas, Fumanschu und Justus Jonas Bekanntschaft, die ihn in ihre Crew Masters of Rap aufnahmen.
Orsen begann seine Rapkarriere im Umfeld des Royalbunker-Cafés, das repräsentativ für das gleichnamige Label von M.O.R. war. Durch den sich hieraus entwickelten engen Kontakt zu Kool Savas und Taktloss, trat er darauf auch zeitweise in deren Vorprogramm auf. Orsen ist neben seinen Gastbeiträgen auf Alben anderer M.O.R.-Mitglieder auf Veröffentlichungen von Künstlern wie beispielsweise Automatikk, Boba Fettt, Eko Fresh, Fumanschu, King Orgasmus One, Plattenpapzt und Prinz Porno zu hören.
2004 erschien sein Soloalbum Note 1+. Es folgte noch im selben Jahr ein gemeinsames Album mit Taktloss. 17 Jahre später veröffentlichte er das Album Raproboter, mit dem Orsen erstmals als Solokünstler eine Chartplatzierung erzielen konnte.

## Diskografie
- 2004: Note 1+ (Royal Bunker / Groove Attack)
- 2004: Direkt aus dem Knast (du Spast) (Kollaboration mit Taktloss) (Royal Bunker / Groove Attack)
- 2021: Raproboter (Embassy Of Music)